# Route nationale 40c
La route nationale 40c (RN 40c o N 40c) è stata una strada nazionale del dipartimento del Passo di Calais che partiva da Nempont-Saint-Firmin e terminava a Conchil-le-Temple. Rappresentava un collegamento tra la N1 e la N40. Nel 1972 venne completamente declassata a D940E1.